# Zemětřesení a tsunami v Indickém oceánu 2004

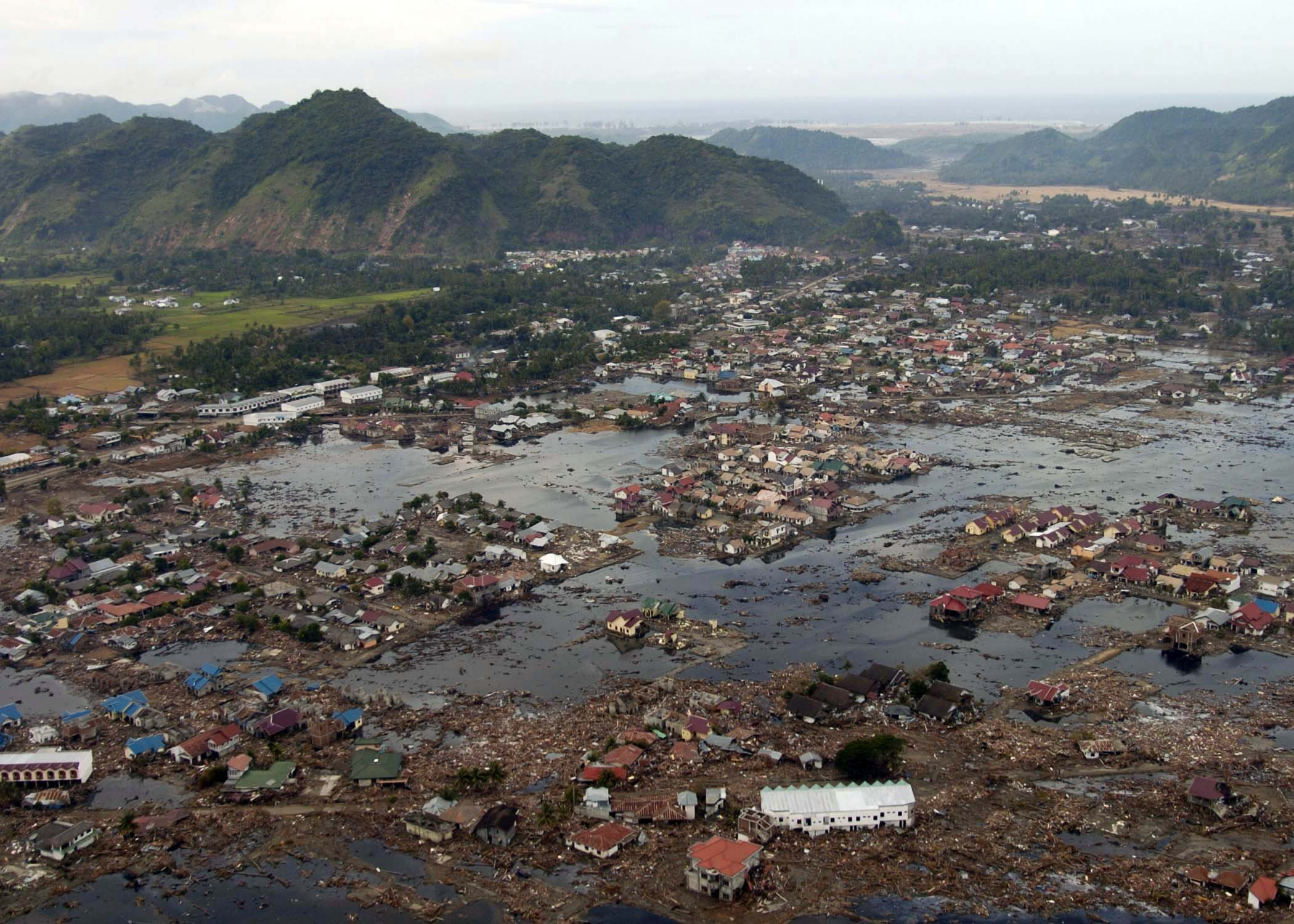
Následky tsunami v indonéském Ačehu na fotografii amerického námořnictva, 2. ledna 2005

Zemětřesení a tsunami v Indickém oceánu v roce 2004 bylo podmořské zemětřesení, které v neděli 26. prosince 2004 (07:58:53 místního času) postihlo oblast západního pobřeží indonéského ostrova Sumatra, následované vlnou tsunami. Zemětřesení bylo způsobené subdukcí části indické tektonické desky pod barmskou tektonickou desku, což způsobilo sérii ničivých vln tsunami podél většiny pobřeží pevniny sousedící s Indickým oceánem, usmrtilo 220 000 lidí ve čtrnácti státech a zaplavilo pobřežní sídla vlnou, která v přímořských mělkých oblastech vzrostla místy až na 30 m (oproti normálnímu stavu). Jde tak o jednu z nejsmrtonosnějších přírodních katastrof. Nejhůře zasaženou zemí byla Indonésie, následované Srí Lankou, Indií a Thajskem.
S magnitudem Mw 9,1 – 9,3 jde o třetí nejsilnější zemětřesení zaznamenané seismografem. Po hlavním otřesu došlo v celé oblasti na sever k dalším desítkám zemětřesení s velikostí větší než 5 stupňů Richterovy stupnice. S délkou trvání 8,3 až 10 minut jde také o nejdéle trvající zemětřesení, které kdy bylo pozorováno. Zemětřesení rozvibrovalo planetu Zemi o 1 centimetr a vyvolalo zemětřesné odezvy. Epicentrum zemětřesení se nacházelo mezi ostrovem Simeulue a pobřežím Sumatry. Utrpení postižených lidí vyvolalo celosvětovou humanitární reakci. Celkově darovalo světové společenství humanitární pomoc v hodnotě více než 14 miliard amerických dolarů.

## Zemětřesení a tsunami

Animace šíření tsunami z místa vzniku až k 5000 km vzdálenému pobřeží Afriky

Původní znamenaná hodnota momentové škály byla 8,8. V únoru 2005 vědci původní odhad změnili na 9 stupeň. Ačkoliv Pacific Tsunami Warning Center tato nová čísla přijala, United States Geological Survey dosud nezměnilo svůj odhad 9,1.
Hypocentrum hlavního zemětřesení bylo vzdálené přibližně 160 km od západního pobřeží severní Sumatry, v Indickém oceánu severně od ostrova Simeulue v hloubce 30 km pod úrovní moře (původní odhad byl 10 km). Severní část sundského zlomu praskala v délce 1 300 km. Zemětřesení (následované vlnou tsunami) bylo citelné v Bangladéši, Indii, Malajsii, Myanmaru, Thajsku, Singapuru a Maledivách. Sekundární poruchy způsobily, že se dlouhé rovné úseky mořského dna vymrštily. To způsobilo nárůst výšky a rychlosti vln, které kompletně zničily město indonéské Lhoknga, které bylo zasaženo 35 metrů vysokou vlnou.
Indonésie leží na rozhraní pacifického Ohnivého kruhu kolem severovýchodních ostrovů náležejících k Nové Guineji a Alpsko-himálajského systému, který se táhne na jihozápadě Sumatry, Jávy, Bali, Floru, Timoru.
Od roku 1900 byla zaznamenána pouze dvě zemětřesení s větší magnitudou, konkrétně Velké chilské zemětřesení z roku 1960 (9,5) a Aljašské zemětřesení z roku 1964 (9,2). Pouze dvě další zemětřesení dosáhla či přesáhla magnitudu 9,0. První postihlo roku 1952 ruský Severo-Kurilsk na Kamčatce (magnituda 9,0). Druhé zasáhlo japonskou provincii Tóhoku v roce 2011 silou 9,0. Každé z těchto zemětřesení způsobilo tsunami napříč Tichým oceánem. Avšak počet obětí byl výrazně nižší, zejména v důsledku nižší úrovně zalidnění pobřežních oblastí, větším vzdálenostem vzhledem k zalidněným oblastem, a také kvůli lepší infrastruktuře a pokročilejším varovným systémům jako v případě Japonska.
Další velmi silná zemětřesení se odehrála roku 1868 v Peru, 1827 v Kolumbii, 1812 ve Venezuele a roku 1700 na západním pobřeží Severní Ameriky.
Hlavní otřesy a dotřesy vznikly na kontaktu tří tektonických desek – australské, indické a sundské. Podle tektonického modelu publikovaného na stránkách USGS NEIC došlo k pohybu desek podél zlomu v oblasti sundského hlubokomořského příkopu (západně od severní Sumatry). Zde dochází k subdukci indické tektonické desky pod sundskou. Maximální vertikální pohyb byl −2 až +5 m při hlavním otřesu, maximální horizontální pohyb 11 m.

### Tsunami

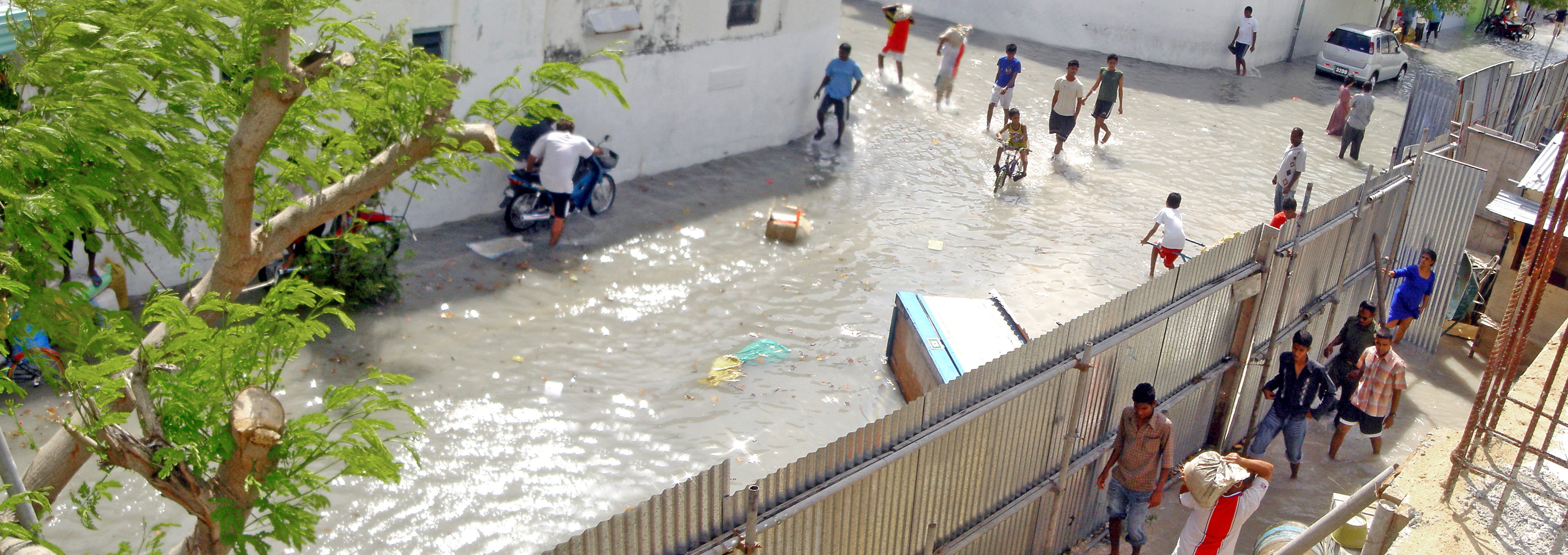
Lidé v Male si půjčují pytle s pískem z nedalekého staveniště, které mají být použity jako bariéra na ochranu jejich domovů před povodněmi, krátce poté, co je zasáhla vlna tsunami

Tsunami, která zasáhla pobřeží Indonésie a jižní Asie dosahovala v oblastech severní Sumatry a Nicobarských a Andamanských ostrovů výšky až 17 m. Pobřeží Thajska tsunami zasáhla asi po 50 minutách, Srí Lanku po 2 hodinách a Indii asi za 2–3 hodiny.
Vznik takto velké tsunami byl způsoben silou zemětřesení a také mechanismem otřesu, kdy došlo k vertikálnímu posunu tektonických desek. To vedlo ke vzniku několik metrů vysoké vlny. Ta na volné mořské hladině nezpůsobila žádné škody, ale při jejím příchodu k pevninskému okraji došlo k ústupu vodní hladiny a poté k příchodu vlny vysoké až 17 metrů.
Na Maledivách byly vlnou zasaženy téměř všechny ostrovy. Dvě třetiny hlavního města Male byly během prvních hodin zaplaveny. Odlehlé nízko položené atoly byly vážně postiženy a některé nízko položené ostrovy, včetně některých velkých letovisek, se ponořily. Záchranné snahy byly brzděny ztrátou komunikace s více než tisíci ostrovy, které národ tvoří, a také nedostatečným plánováním pro případ katastrof. Celkové škody se odhadují na téměř 460 milionů $, což představuje téměř 62 % HDP.

## Počet obětí
Podle United States Geological Survey si zemětřesení vyžádalo 227 898 lidských životů (více v tabulce). Měřeno počtem obětí jde o jedno z deseti nejhorších zemětřesení v zaznamenané historii stejně jako nejsmrtonosnější vlnu tsunami. Nejvíce postiženou zemí byla Indonésie kde se odhady počtu obětí pohybovaly kolem 170 000. Avšak bezprostřední zpráva indonéského ministerstva zdravotnictví odhadovala počet obětí katastrofy v Indonésii na 220 000, čímž by celkový počet oběti dosáhl 280 000.
Tsunami způsobila škody a oběti až na východním pobřeží Jihoafrické republiky. Přičemž nejvzdálenější známá oběť vlny tsunami se nacházela 8 000 kilometrů od epicentra zemětřesení. V Jihoafrické republice zahynulo kvůli abnormálně vzedmutému moři celkem osm osob.
Organizace distribuující humanitární pomoc oznámily, že jednu třetinu obětí vlny tsunami tvoří děti. Což je dáno vysokou mírou zastoupení dětí v obyvatelstvu postižených oblastí a tím že děti mají nižší pravděpodobnost přežití zásahu vlnou kvůli své tělesné konstituci. Oxfam zveřejnil, že ženy se stávaly obětí tsunami čtyřikrát častěji než muži, protože čekaly na pláži až se rybáři vrátí s úlovkem.
K vysokému počtu oběti a pohřešovaných z řad místního obyvatelstva je nutné přičíst nejméně 9 000 zahraničních turistů užívající si vrchol turistické sezony v letoviscích na pobřeží Indického oceánu. Mezi oběťmi převažují Skandinávci, nejhůře zasaženým státem se stalo Švédsko s 543 oběťmi. Na různých místech pobřeží Indického oceánu zahynulo také celkem 8 českých turistů. Smrti o vlásek unikla i modelka Petra Němcová, která byla v tu dobu v Thajsku (později založila nadaci na pomoc obětem podobných katastrof).
Stav ohrožení státu byl vyhlášen na Srí Lance, v Indonésii a Maledivách. Organizace spojených národů odhadovala na začátku humanitárních operaci, že půjde o nejnákladnější takovou operaci v dějinách lidstva. Generální tajemník OSN Kofi Annan oznámil, že rekonstrukce po katastrofě potrvá pět až deset let. Zúčastněné vlády a nevládní organizace vyjadřovaly obavy před tím že počet obětí by mohl vzrůst na dvojnásobek v důsledku vypuknutí epidemie. Tyto obavy se nakonec nenaplnily.
| Postižená země        | Potvrzená | Odhadovaná | Zranění  | Pohřešovaní | Uprchlíci     |
| --------------------- | --------- | ---------- | -------- | ----------- | ------------- |
| Indonésie             | 130 736   | 167 799    | n/a      | 37 063      | 500 000+      |
| Srí Lanka             | 35 322    | 35 322     | 21 411   | n/a         | 516 150       |
| Indie                 | 12 405    | 18 045     | n/a      | 5 640       | 647 599       |
| Thajsko               | 5 395     | 8 212      | 8 457    | 2 817       | 7 000         |
| Somálsko              | 78        | 289        | n/a      | n/a         | 5 000         |
| Myanmar               | 61        | 400–600    | 45       | 200         | 3 200         |
| Maledivy              | 82        | 108        | n/a      | 26          | 15 000+       |
| Malajsie              | 68        | 75         | 299      | 6           | 5 000+        |
| Tanzanie              | 10        | 13         | n/a      | n/a         | n/a           |
| Seychely              | 3         | 3          | 57       | n/a         | 200           |
| Bangladéš             | 2         | 2          | n/a      | n/a         | n/a           |
| Jihoafrická republika | 2         | 2          | n/a      | n/a         | n/a           |
| Jemen                 | 2         | 2          | n/a      | n/a         | n/a           |
| Keňa                  | 1         | 1          | 2        | n/a         | n/a           |
| Madagaskar            | n/a       | n/a        | n/a      | n/a         | 1 000+        |
| Celkem                | ~184 167  | ~230 273   | ~125 000 | ~45 752     | ~1,74 milionů |

Vysvětlivky
1. ↑  Zahrnuje nahlášená jako „Potvrzená“. Pokud nejsou dostupné jiné údaje.
2. ↑  Nezahrnuje asi 19 000 pohřešovaných lidí původně oznámených Tamilskými tygry na území pod jejich kontrolou.
3. ↑  Data zahrnují nejméně 2 464 cizinců.
4. ↑  Data nezahrnují Jihoafričany, kteří zemřeli v zahraničí (např. jako turisté v Thajsku).